# 噻吩并二氮杂环庚三烯

噻吩并二氮䓬类药物的核心结构

噻吩并二氮杂环庚三烯，又称噻吩并二氮䓬，是一种杂环化合物，含有与噻吩环并合的二氮杂环庚三烯（二氮䓬）环。
如果R1和R2是三唑环的一部分，则称该物质为噻吩并三唑并二氮杂环庚三烯。
噻吩并二氮䓬结构是一些药物的中心，包括：
- 苯他西泮（Bentazepam）
- 氯噻西泮（Clotiazepam）
- 乙替唑仑（Etizolam）
- Metizolam
- Deschloroetizolam

由于噻吩并二氮䓬类药物与苯二氮䓬类位点产生作用，它们的作用通常与苯二氮䓬类药物的类似。